# Pierre de Cambefort
Pour les articles homonymes, voir Cambefort.
Pierre de Cambefort, ou encore Pierre le Docte, né vers 1580, écrivain français

## Biographie
Fils d'un conseiller au Présidial d'Aurillac, seigneur de Niossel, il est l'auteur de quatre manuscrits actuellement perdus :
- Vie de Saint Géraud,
- Apologie de Gerbert,
- Vie de François Chapt de Rastignac, chef royaliste du Haut-Pays contre les ligueurs,
- Mémoires sur mon temps

On trouve trace d'un consul d'Aurillac en 1395, nommé également Pierre de Cambefort. Le nom Cambefort est attesté à Aurillac depuis 1205. Sur cette famille voir :Les Cambefort et compagnie, grand commerce et ascension sociale au Puy-en-Velay (1229-1337) dans Cahiers de la Haute-Loire, 2010, p. 61-91.site des cahiers
- Pierre Cambefort et sa famille